# Antoine Grimoald Monnet
Antoine Grimoald Monnet, född 1734, död 1817, var en fransk mineralog. 
Monnet föddes i Champeix, i det område som nu (2016) utgör departementet Puy-de-Dôme. Han utbildades i gruvskolan i Freiberg, Sachsen. 
År 1776 blev han inspecteur-général au Corps royal des mines (allmän inspektör för gruvor) i Frankrike.
Han var ledamot av Kungliga Vetenskapsakademien och den vetenskapliga akademin i Turin. 